# Nathaniel Reilly-O’Donnell

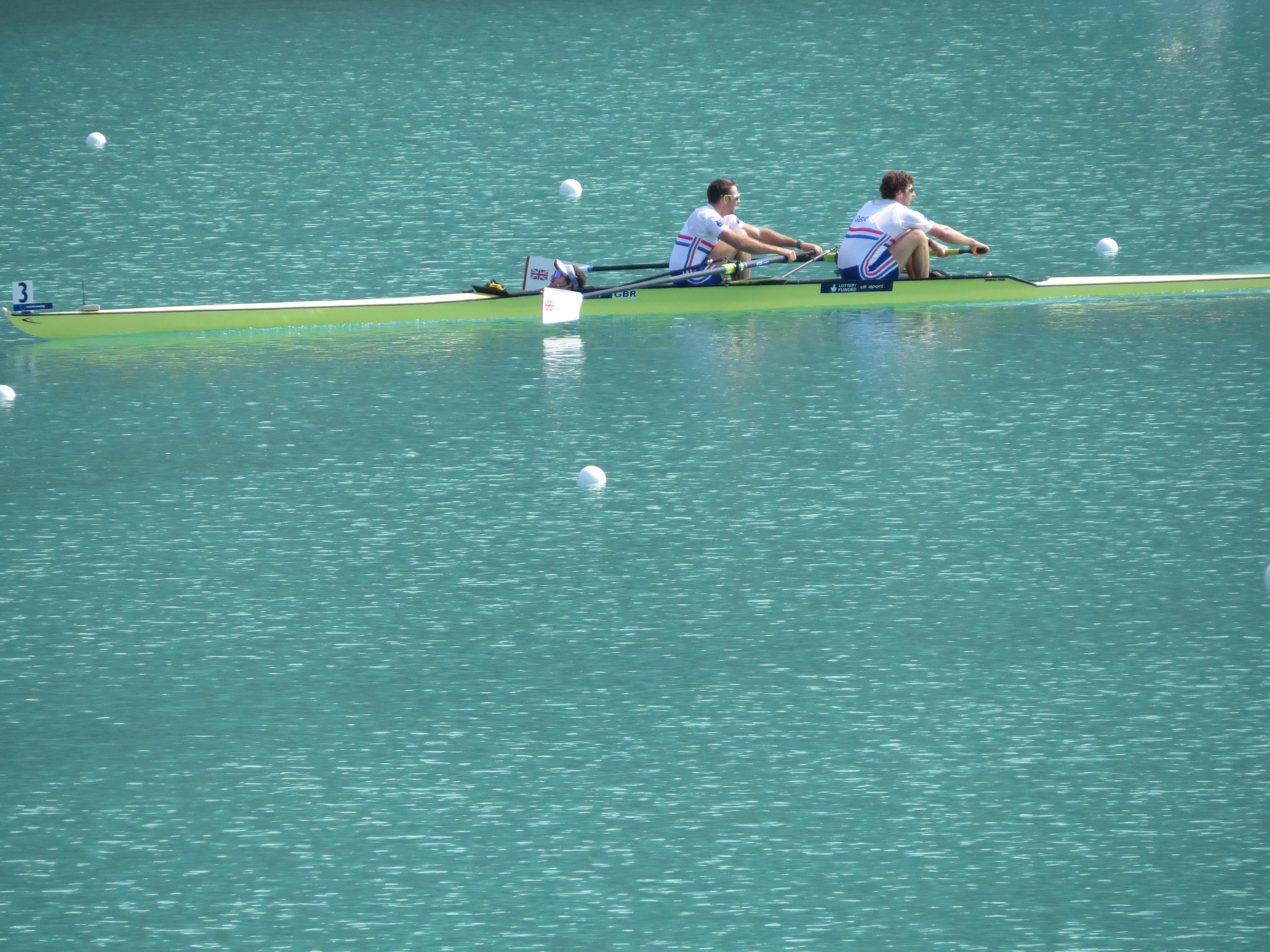
Fieldman, Reilly-O’Donnell und Tarrant bei der WM 2015

Nathaniel Reilly-O’Donnell (* 13. April 1988 in Ealing, London) ist ein britischer Ruderer.

## Karriere
Reilly-O’Donnell startete bei den Junioren-Weltmeisterschaften und belegte den siebten Platz im Vierer mit Steuermann; im Jahr darauf gewann er bei den Junioren-Weltmeisterschaften 2006 die Goldmedaille im Vierer ohne Steuermann. Bei den U23-Weltmeisterschaften erreichte er 2007 den sechsten Platz und 2008 den fünften Platz mit dem Achter. Mit dem britischen Achter trat er auch bei den Europameisterschaften 2008 an und belegte hier den sechsten Platz. 2009 folgte mit dem Achter eine Bronzemedaille bei den U23-Weltmeisterschaften. 2010 gewann er mit dem britischen Achter erstmals im Ruder-Weltcup. Bei den U23-Weltmeisterschaften 2010 erhielt er die Silbermedaille im Vierer ohne Steuermann.
2011 gewann Reilly-O’Donnell seine erste Medaille bei Weltmeisterschaften in der Erwachsenenklasse, als er bei den Weltmeisterschaften in Bled mit dem britischen Achter den zweiten Platz hinter dem Deutschland-Achter belegte. Nachdem er sich 2012 nicht für das britische Olympiateam hatte qualifizieren können, ruderte er 2013 im britischen Vierer ohne Steuermann, der den fünften Platz bei den Weltmeisterschaften in Chungju belegte.
Die Saison 2014 begann Nathaniel Reilly-O’Donnell zusammen mit Alan Sinclair im Zweier ohne Steuermann, die beiden belegten den vierten Platz bei den Europameisterschaften. Im Weltcup ruderte Reilly-O’Donnell im britischen Achter, mit dem er auch den Titel bei den Weltmeisterschaften in Amsterdam gewann.
2015 gewann Reilly-O’Donnell den Europameistertitel im Vierer ohne Steuermann. Nachdem der Vierer im Weltcup 2015 wenig erfolgreich gewesen war, startete Reilly-O’Donnell bei den Weltmeisterschaften auf dem Lac d’Aiguebelette zusammen mit Matthew Tarrant und Steuermann Henry Fieldman im Zweier mit Steuermann und gewann in dieser nichtolympischen Bootsklasse den Weltmeistertitel.
Der 1,92 Meter große Nathaniel Reilly-O’Donnell rudert für den University of London Boat Club.